# Masters de Canadá 1986
El Abierto de Canadá 1986 (también conocido como 1986 Player's Canadian Open por razones de patrocinio) fue un torneo de tenis jugado sobre pista dura. Fue la edición número 97 de este torneo. El torneo masculino formó parte del circuito ATP. La versión masculina se celebró entre el 11 de agosto y el 17 de agosto de 1986.

## Campeones

### Individuales masculinos
Boris Becker vence a  Stefan Edberg, 6–4, 3–6, 6–3.

### Dobles masculinos
Chip Hooper /  Mike Leach vencen a  Boris Becker /  Slobodan Živojinović, 6–7, 6–3, 6–3.

### Individuales femeninos
Helena Suková vence a  Pam Shriver, 6–2, 7–5.

### Dobles femeninos
Zina Garrison /  Gabriela Sabatini vencen a  Pam Shriver /  Helena Suková, 7–6, 5–7, 6–4.